# Gypsum (Kansas)
Gypsum è una città degli Stati Uniti d'America della contea di Saline nello Stato del Kansas.